# Zona D Reportajes
Zona D Reportajes fue un programa periodístico transmitido por Televisión Nacional de Chile, emitido entre el 4 de julio de 2009 y el 9 de abril dl 2011.[cita requerida]
Su objetivo era revisar los mejores reportajes de Informe especial, Inmigrantes, Patiperros, El Mirador, TVN 40 años y otros, rescatando así lo que nuestro público sólo vio una vez. Además todas las semanas se incluía un reportaje emitido por Crónicas de 24 Horas otorgando así actualidad al espacio. Este programa compitió con Sábado de reportajes de Canal 13.[cita requerida]
La última emisión de Zona D Reportajes fue el 9 de abril de 2011, desconociendo hasta ahora los motivos de porqué no se emitió este programa el siguiente sábado.[cita requerida]
- Datos: Q6171517